# علي بن جبلة

علي بن جبلة بن عبد الله الأبناوي، ويكنى أبا الحسن، ويلقب بالعكوك.

## حياته

### اسمه
ويقال أن الأصمعي هو الذي أطلق عليه لقب (العكوك) ويعني السمين القصير، إذ كان الأصمعي ي حسده، وذلك لما كان يلقاه علي بن جبلة من ثناء وإعجاب من قبل هارون الرشيد الذي كان متقبلاً له، معجباّ به حين ينشده بعض مدائحه الجيدة.

### شخصيته وثقافته
كان أعمى أسود أبرص من أحسن الناس إنشاداً،  إذ قال عنه الجاحظ:  كان أحسن خلق الله إنشاداً، ما رأيت مثله بد وياً  ولا حضرياً.
وكان علي بن جبلة أصغر إخوته، بالإضافة إلى لأنه كان ضريراً ملأ قلب أبيه عطفاً وبراً به. ودفعت محنة علي بن جبلة أباه إلى أن يؤثره على إخوته محبة ورعاية  به، وقام بإلحاقه بمدرسة من المدارس يتعلم فيها ما يتعلمه الصبيان المماثلين له في السن، وأخذ يتردد على مجالس اللغة والأدب، ويستمع إلى ما يحاضره العلماء فيها من دروس في الشعر واللغة والنحو، وما يدور  بينهم بها من محاورات ومناظرات في المذاهب الكلامية  والمسائل العقلية.
وساهم ذكاؤه وفطنته في صقل أفكاره وعقله إذ أنه فقه أسرار العربية، وحفظ شعراً لشعراء جاهلين وعباسين من أمثال امرئ القيس والعتاهية وبشار بن برد وأبي نواس، وذلك ساعده في إغناء موهبته الشعرية وتهذيبها، وزودها بذخيرة اللازمة من أجل أن ينطلق الشعر على لسانه.
ولم تصل إلينا أخبار كثيرة عنه، وكل ما نعلمه أنه تزوج ولم يعرف وقت زواجه، وأنه كان له أهل في بغداد، وأنه أنجب أولاداً  ولم يفصح عددهم، ولكن البكر اسمه الحسن، لذلك يدعى بأبي الحسن.
وكان دقيق الفطنة سهل الكلام، وكان مداحاً مجيداً وصافاً محسنا مدح المأمون، وحميد بن عبد الحميد الطوسي، وأبا دلف العجلي، والحسن بن سهل. وامتاز لسانه بالمدح وخاصة الخلفاء، لعله ينال القربة منهم، وينال جوائزهم، فهو كان من أنصار الخلفاء ومؤيدي العباسين، فقد قيل إنه امتدح الرشيد بقصيدة، فأعجب بها الرشيد فأجزل له العطاء عليها.  ومن القصص المماثلة، أنه مدح الطوسي بقصيدة بعد مدح لأبي الدلف، فأجمع من حضر المجلس من أهل المعرفة والعلم بالشعر بحسنها، فأعطاه وأحسن جائزته.

## شعره
وهو شاعر مطبوع، يوصف بأنه عذب اللفظ جزله، لطيف العاني، مداح حسن التصرف. واستنفد شعره في مدح أبي دلف القاسم بن عيسى العجلي، وأبى غانم حميد بن عبد الحميد الطوسي، وزاد في تفضيلهما وتفضيل أبي دلف خاصة حتى فضل من أجله ربيعة على مضر، ويرى البعض أنه جاوز الحد في ذلك. فيقال: إن المأمون طلبه حتى ظفر به، فسل لسانه من قفاه، ويقال: بل هرب، ولم يزل متواريا منه حتى مات ولم يقدر عليه؛ ويعتبر البعض أن هذا هو الصحيح من القولين، والآخر شاذ.

### موضوعات شعره
إن الناظر في شعر علي بن جبلة، سوف يرى أن أشعاره  لم تخرج عن هذه الموضوعات وهي: الرثاء، والهجاء، والغزل، الاعتذار والعتاب، والوصف. ومما يلفت الأنظار انه استنفذ طاقاته الشعرية في المدح، ولاسيما في مدح الخلفاء. وذلك طبيعي في نفس الإنسان إذ انه يحب كسب ود أصحاب السيادة والسلطان ،لعله يفوز بالرضا والقربة إليهم وينال جوائزهم، ومن أشهر ممد وحيه حميد بن عبد الحميد الطوسي الطائي، وأبو دلف القاسم بن عيسى العجلي، وعبد الله بن طاهر الخزاعي ،وهم من عمال المأمون وقادته، والحسن بن سهل وزير المأمون.
أما حميد الطوسي فخصه بأكثر مدائحه، وهو ينوه فيها جميعها بجوده الفياض، واصله العريق، وحزمه وصرامته، وشدته وثباته، وسهره على شئون رعيته، ومحاربته للخارجين والمتمردين وقضائه عليهم، وسحقه لهم ولم يزل يلح على هذه الصفات مبدئاً ومعيداً فيها حتى بسطها وأظهرها في أرشق عبارة وأصفى أسلوب، مع ابتكاره للمعنى الطريف، والصورة النادرة، ومن ذلك قوله:
دجلة تسقى وأبو غانم       يطعم من تسقى من الناس
أعد للمعروف أمواله         وسيفه  في  حلبة   الباس
يرتق ما يفتق أعداؤه          ولـــيس يأسو فتقه آسي
والناس جسم وإمام الهدى    رأس وأنت العين في الرأس
وتكاد تماثل مدائحه لأبي دلف العجلي مدائحه لحميد الطوسي في جودتها، ومعانيها ودقتها، ورونقها، مستعملا فرشاته في رسم لوحة فنية مزركشة، بأبهى الألوان وأرشق لمسات، بأسلوب فيه ابتكار للمعنى الطريف والصور النادرة. وهو بكل ذلك يشيد بكرم أبي دلف وعظمته، وحلمه وبسالته، ونباهته، وعراقة نسبه ويقول فيها:
إنما الدنيا أبو دلف    بين مغزاه ومحتضره
فإذا ولى أبو دلف     ولت الدنيا على آثاره
ومنها:
كل من في الأرض من عرب     بين باديه إلى حضره
مستعير  منك   مكرمة          يكتسيها  يوم  مفتخره
ولقد سئل شرف الدين بن عنين، وكان من أخبر الناس بنقد الشعر، عن هذه القصيدة وقصيدة أبي نواس الموازنة لها التي أولها:
```
  أيها المنتاب من عفره                لست من ليلي ولا سمره
```

وهي من نوادر الشعر أيضاً، فلم يفضل إحداهما على الأخرى، وقال: ما يصلح أن يفاضل بين هاتين إلا شخص في درجة هذين الشاعرين.
ويقال إن العكوك كان يمدح حميد بن عبد الحميد الطوسي، فلما سمع حميد ما قاله في أبي دلف: إنما الدنيا أبي دلف.... فقال: أي شيء بقيت لنا بعد هذا من مدحك ؟ فقال:
إنـما الدنيا  حمـيد        وأيـاديـه   الجسـام
فإذا ولى حـميد             فعـلى   الدنـيا    السـلام
وقال للحسن بن سهل:
أعطيتني يا ولي الحق مبتدياً     عطية كا فأت مدحي ولم ترني
ما شمت برقك حتى نلت ريقع    كأنما كنت بالجدوى تبادرني
وقال في أبي دلف:
أنت الذي تنزل الأيام منزلها       وتنقل الدهر من حال إلى حال
وما مددت مدى طرف إلى أحد       ألا قضيت بأزراف وآجال
تزور سخطاًً فتمسي البيض راضيةً     وتسهل فتبكي أوجه المال
- هذا القول فيه كفر أو قرب إلى الكفر إذ يشرك بالله العظيم، ويجعل من عبد ذليل مهين مالكاً قادراً وذاك لا يفعله الا الله وحده عز وجل. ويقال إن هذه الأبيات سبب مقتله.

2- شعره في الرثاء : وفي شعره مرثية واحدة يرثي بها حميداً لا ابنه محمداً، لأنه يهون في خاتمتها على جمهور العرب والمسلمين ما أصابهم من الحادث الجلل، وما يجدون من الألم والحزن لوفاة حميد، مردداً أن ابنه محمداً هو خير خلف له، لأنه ورث عن أبيه كل خصاله من البسالة والشهامة والقيادة الحكيمة. ومنها قوله:
أصبنا بيوم في حميد لو انه         أصاب عروش الدهر ظلت تضعضع
هوى جبل الدنيا المنيع وغيثها ال        مريع وحاميها الكمي المشيع
وسيف أمير المؤمنين ورمحه       ومفتاح باب الخطب والخطب أفظع
وقد أورد أبو الفرج الأصفهاني هذه المرثية كاملة، ثم علق عليها بقوله: "إنما ذكرت هذه القصيدة على طولها لجودتها وكثرة نادرتها".
3- شعره في الهجاء : وهو يأخذ عنده شكل المقطوعة القصيرة مماثلاً له عند الشعراء العباسيين الذين تطوروا بهذا الفن، وجعلوه أشبه بالسهام التي يقذفون بها خصومهم. وهو يتفق معهم فيه من حيث شكله ومضمونه فإنه يذهب في بعضه إلى التحقير والاستخفاف، من مثل قوله يهجو الهيثم بن عدي :
للهيثم بن عدى نسبة جمعة      آباءه فأراحتنا من العدد
اعدد عدى فلو مد البقاء له      ما عمر الناس لم ينقص ولم يزيد
4- شعره في الغزل، وهو عنده نوعان: نوع قدم به لبعض مدائحه وجدد في معانيه وأسلوبه. ونوع اتخذ شكل المقطوعة المستقلة عن غيرها من الموضوعات. وهو فيه لا يسف ولا يتدنى، بل يظل يحلق بعيداً عن الدنيات والماديات، مصوراً هيامه بصاحبته، وتعلقه بها وما يقاسي من المواجد والآلام لبعدها. ومن طريف غزله قوله :
لو إن لي صبرها أو عندها جزعى      لكنت اعلم ما أتى وما أدع
لا احمل اللوم فيها والغرام بها         ما حمل الله نفساً فوق ما تسع
إذا دعا باسمها داع فأسمعنى           كادت له شعبة من مهجتي تقع
وهذا غزل في غاية الرقة والعذوبة يصور فيه إخلاصه لمحبوبته ووفاءه لها، ونفاد صبره، وعجزه عن تحمل العذل فيها والهيام بها، وما يعاني من المواجع حين يسمع الناس يهتفون باسمها حتى لتكاد نفسه تتفطر حسرة عليها.
5- شعره في الاعتذار والعتاب : وقد دقق في معانيهما، ومال إلى الحجاج والمنطق فيهما، مستلهماً عقله الخصب وذهنه الثاقب لاستلال الحقد من نفس صاحبه عليه، وتجديد ما بينهما من المحبة والألفة كقوله يعاتب أبا دلف العجلي ويعتذر إليه وقد استشفع له عنده صديقه حميد الطوسي :
لا تتركني بباب الدار مطرحاً       فالحر ليس عن الأحرار يحتجب
هبنا بلا شافع جئنا ولا سبب        ألست أنت إلى معروفك السبب
وهو اعتذار يستوحي فيه حسه المرهف، وحجته البينية اللطيفة مما جعل أبا دلف يرضى عنه ويصله
6- شعره في الوصف : وهو عنده لا يقتصر على وصف شيء بعينه بل يصف أشياء عديدة، منها الخمر، وله وصفه الفقاقيع التي تطفو على سطحها حين تصب في الكأس، والتي شبهها في ظهورها وعدم تلاقيهما مع قربها ودنو بعضها من بعض بخالين رسمتها عروس على خديها :
ترى فوقها نمشاً للمزاج        تقارب لا يتصلن اتصالا
كوجه العروس الذي خططت     على كل ناحية منه خالا
ومنها أيضا وصف الطيف، فقد صور رحلته إليه محاولا الإلمام للمعنى المبتدع والفكر الجديدة، ومنه قوله :
بأبي من زارني مكتتماً        حذاراً من كل واش جزعاً
زائراً نم عليه حسنه           كيف يخفى الليل بدراً طلعا
ورصد الغفلة حتى أمكنت     ورعى السامر حتى هجعا
ركب الأهوال في زورته      ثم ما سلم حتى ودعا
فأنت تراه يجسم الطيف تجسيماً، فهو يتستر في زيارته له ويخاف الوشاة، ويترقب غفلة الناس وينتظر نوم السمار، ومع ذلك لا يخفه ظلام الليل، لأنه أشبه بالقمر الذي أنار ظلمته

## وصلات خارجية
- ديوان علي بن جبلة، جمع وتحقيق: د. حسين عطوان، دار المعارف، لطبعة الثالثة غلاف 144